# Wang Han (plongeon)
Dans ce nom chinois, le nom de famille, Wang, précède le nom personnel.
Wang Han (née le 24 janvier 1991 à Baoding) est une plongeuse chinoise.

## Carrière
Aux Championnats du monde de natation 2009, elle est médaillée de bronze du plongeon au tremplin à 1 m. Deux ans plus tard, elle termine à la deuxième place des Mondiaux au tremplin à 1 m.
Elle obtient la médaille d'argent au plongeon à 3 m individuel ainsi que la médaille de bronze au plongeon à 1 m lors des Championnats du monde de 2013 à Barcelone.

## Palmarès

### Jeux olympiques
- Jeux olympiques d'été de 2020 à Tokyo  Japon :
  -  Médaille d'or au plongeon synchronisé à 3 m (avec Shi Tingmao)
  -  Médaille d'or au plongeon à 3 m

### Championnats du monde
- Championnats du monde 2009 à Rome  Italie :
  -  Médaille de bronze au plongeon à 1 m
- Championnats du monde 2011 à Shanghai  Chine :
  -  Médaille d'argent au plongeon à 1 m
- Championnats du monde 2013 à Barcelone  Espagne :
  -  Médaille d'argent au plongeon à 3 m
  -  Médaille de bronze au plongeon à 1 m